# Ecuatzintla
Ecuatzintla är en ort i Mexiko.   Den ligger i kommunen Huejutla de Reyes och delstaten Hidalgo, i den sydöstra delen av landet, 200 km norr om huvudstaden Mexico City. Ecuatzintla ligger 272 meter över havet och antalet invånare är 134.
Terrängen runt Ecuatzintla är kuperad åt sydost, men åt nordväst är den platt. Runt Ecuatzintla är det ganska tätbefolkat, med 248 invånare per kvadratkilometer. Närmaste större samhälle är Huejutla de Reyes, 9,5 km öster om Ecuatzintla. I omgivningarna runt Ecuatzintla växer i huvudsak städsegrön lövskog.